# Mario Tosi (egittologo)
Mario Tosi (Torino, 14 marzo 1926 – Mondovì, 21 maggio 2014) è stato un egittologo italiano.

## Biografia
Laureato in giurisprudenza, risiedeva dal 2002 a Mondovì ed è stato insignito della Medaglia d'oro della Pubblica Istruzione. Collaboratore scientifico della Sovrintendenza al Museo delle antichità egizie di Torino dal 1965, ha compiuto importanti ricerche nel villaggio di Deir el-Medina, all'interno della necropoli di Tebe, effettuando trascrizioni e raccogliendo un'ampia documentazione fotografica. Ha pubblicato numerosi lavori sul tema, sulla condizione femminile e sulla religiosità nell'Antico Egitto.

## Opere principali
- con Alessandro Roccati, Stele e altre epigrafi di Deir el-Medina, Edizioni d'arte fratelli Pozzo, Torino, 1972
- con Annamaria Fornari, Nella sede della Verità, Franco Maria Ricci Editore, Milano, 1987
- con Alessandro Bongioanni, Uomini e dèi nell'Antico Egitto , Maccari, Parma, 1991
- con Enrichetta Leospo, La donna nell'Antico Egitto, Giunti, Firenze, 1997
- con Enrichetta Leospo, Vivere nell'Antico Egitto, Giunti, Firenze, 1998
- Il grande santuario di Amon Ra a Karnak: l'orizzonte sulla terra, La Mandragora, Imola, 2002
- Vita quotidiana nel villaggio operaio di Deir El Medina, da ostraca iscritti e figurati, La Mandragora, Imola, 2003
- Deir El Medina - Amenhotep I e gli artisti del faraone, Ananke, Torino, 2003
- Tausert, l'ultima regina, Ananke, Torino, 2007, ISBN 978-88-7325-163-7
- Dizionario enciclopedico delle divinità dell'Antico Egitto, vol. I, Ananke, Torino, 2004, ISBN 88-7325-064-5
- Dizionario enciclopedico delle divinità dell'Antico Egitto, vol. II: Luoghi di culto e necropoli dal Delta alla bassa Nubia, Ananke, Torino, 2005, ISBN 88-7325-115-3
- con Elio Moschetti, Thutmosi IV, Ananke, Torino, 2004, ISBN 88-7325-053-X
- con Enrichetta Leospo e il contributo di Gian Luca Franchino, Il potere del re, il predominio del dio - Amenhotep III e Akhenaten, Ananke, Torino, 2005, ISBN 88-7325-104-8
- con Elio Moschetti, Amenemhat I e Senusert I - Grandezza del Medio Regno nell'Egitto Antico, Ananke, Torino, 2007, ISBN 978-88-7325-206-1

| Controllo di autorità | ISNI (EN) 0000 0001 0851 547X · SBN CFIV022876 · BNF (FR) cb12190383t (data) · J9U (EN, HE) 987007279098805171 |